# Cordell (Kentucky)
Cordell est une zone non incorporée du comté de Lawrence, dans l'État du Kentucky aux États-Unis.

## Personnalités liées à la commune
- Ricky Skaggs, célèbre chanteur de musique country et de bluegrass[1].